# 전혜진 (로맨스 작가)
전혜진은 대한민국의 작가이다. 로망띠끄에서 시링크스라는 닉네임으로 활동하였다.

## 작품
- 바람난 여자 (2006, 조은세상)
- 이대팔 교수의 연애학 개론 (2006, 두레미디어)
- 푸른 수염과 사랑에 빠지다 (2007, 두레미디어)
- 팥쥐의 연인 (2008, 조은세상)
- 옹주님 우리 옹주님 (2008, 동아출판사)
- 은주를 지켜라 (2008, 신영미디어)
- 그 여자의 이중생활 (2008, 신영미디어)
- 내기신부 (2010, 우신북스)
- S에 대한 즐거운 상상 (2010, 신영미디어)
- 허그허그 (2011, 청어람)
- 눈물 젖은 삼겹살 (2012, 청어람)
- 남자의 온도 (2014, 예원북스)
- 30일의 크리스마스 (2014, 디딤돌이야기)